# エロベイ・アンノボン及びコリスコ

エロベイ・アンノボン及びコリスコ
Elobey, Annobón y Corisco (スペイン語)

国歌: Marcha Real（スペイン語）
国王行進曲（1844年 - 1873年、1874年 - 1926年）

Himno de Riego（スペイン語）
リエゴ賛歌（1873年-1874年）

エロベイ、アンノボン及びコリスコの位置

エロベイ・アンノボン及びコリスコ（スペイン語: Elobey, Annobón, and Corisco）は、スペイン領アフリカの植民地行政区であり、ギニア湾のサントメ・プリンシペ南西に位置するアンノボン島、およびムニ川河口のミテメレ川河口近くのコリスコ湾にある大エロベイ島、小エロベイ島、コリスコ島の小島群で構成されていた。
1843年に保護領として設立された。総面積は36km2未満で、1910年の推定人口は2,950人だった。サンタ・イサベルに駐在する総督の管轄下にあり、アンノボン島と小エロベイ島は副総督の管轄下にあった。
1926年、ギニアに存在したスペインのすべての植民地が行政的に統合され、スペイン領ギニアが成立した。その後、1968年に独立して赤道ギニアとなった。大エロベイ島、小エロベイ島、コリスコ島は現在、本土のリオ・ムニに属するリトラル県の一部となっており、アンノボン島は島嶼地方に属する独立した県となっている。

## 歴史
アンノボンは、1472年1月1日にポルトガルによって発見され、新年（ポルトガル語: Dia do Ano Bom）にちなんで「良い年」を意味する「アノ・ボン（Ano Bom）」と名付けられた。
スペインによる支配は1777年に始まり、1778年のエル・パルド条約より、アンノボン島はフェルナンド・ポー島とともにスペインへ譲渡された。この交換条件として、スペインはブラジル南部の一部領土をポルトガルに譲った。1959年、アンノボンはフェルナンド・ポー県およびその県と統合され、一方エロベイ諸島とコリスコ島はスペイン領の大陸部ギニア（リオ・ムニ）に編入され、スペイン領ギニアが形成された。